# Schwarzkopf & Schwarzkopf Verlag
Der Schwarzkopf & Schwarzkopf Verlag wurde 1994 von Oliver Schwarzkopf in Berlin gegründet. Er umfasst populäre Sachbücher und Bildbände sowie die Frauenerotikreihe ANAIS.

## Programm
Schwarzkopf & Schwarzkopf publiziert hauptsächlich Biografien und Sachbücher in den Bereichen Musik, Film und Sport sowie Lifestyle-Literatur und erotische Literatur; oft in aufwändiger und großformatiger Aufmachung.
Biografien erschienen von jüngeren Künstlern wie Justin Bieber, Justin Timberlake, Taylor Swift oder Robert Pattinson, von bekannten deutschen Schauspielern, Sängern und Bands wie Manfred Krug, Udo Lindenberg, Die Ärzte, Clueso und Claus Theo Gärtner, Sportlern wie Graciano Rocchigiani, Claudia Pechstein oder Giovane Élber oder international bekannten Schauspielern und Sängern wie Bud Spencer und Robbie Williams. Teilweise bietet der Verlag signierte Auflagen der Biografien zum Verkauf an.
Darüber hinaus erschienen zahlreiche Sachbücher über Fernsehserien bzw. Filmreihen (z. B.: Abenteuervierteiler, Breaking Bad, Columbo, Edgar-Wallace-Filme, How I Met Your Mother, Lindenstraße, Olsenbande, Raumpatrouille, Tatort).
Bekannt wurde Schwarzkopf & Schwarzkopf hauptsächlich durch seine Serie „Lust & Liebe“. Diese Bücher enthalten jeweils 33 Kurzgeschichten und befassen sich zumeist mit Sex.
Die Untergruppe ANAIS wurde nach der US-amerikanischen Schriftstellerin Anaïs Nin benannt.